# Brumano
Brumano är en ort och kommun i provinsen Bergamo i regionen Lombardiet i Italien. Kommunen hade 116 invånare (2018).